# Distretti del Mozambico

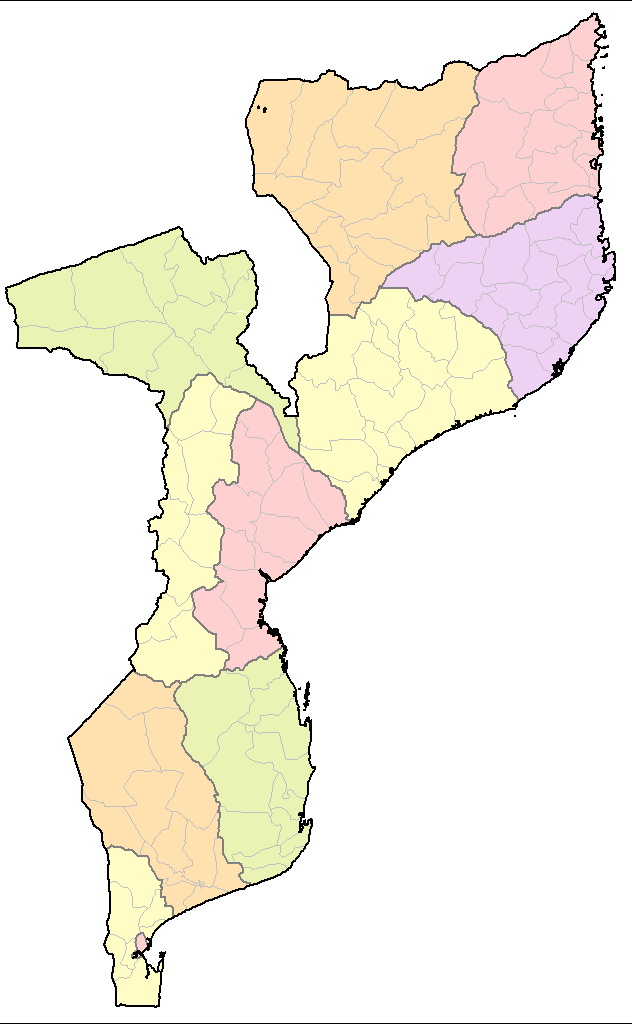
Distretti del Mozambico

I distretti del Mozambico sono la suddivisione territoriale di secondo livello del Paese, dopo le province, e sono pari a 128. La capitale, Maputo, gode dello status speciale di città-provincia (cidade) e coincide con un unico distretto.

## Lista

### Provincia di Cabo Delgado
| Distretto                      | Capoluogo         | Popolazione |
| ------------------------------ | ----------------- | ----------- |
| Distretto di Ancuabe           | Ancuabe           |             |
| Distretto di Balama            | Balama            |             |
| Distretto di Chiúre            | Chiúre            |             |
| Distretto di Ibo               | Ibo               |             |
| Distretto di Macomia           | Macomia           |             |
| Distretto di Mecúfi            | Mecúfi            |             |
| Distretto di Meluco            | Meluco            |             |
| Distretto di Mocímboa da Praia | Mocímboa da Praia |             |
| Distretto di Montepuez         | Montepuez         |             |
| Distretto di Mueda             | Mueda             |             |
| Distretto di Muidumbe          | Muidumbe          |             |
| Distretto di Namuno            | Namuno            |             |
| Distretto di Nangade           | Nangade           |             |
| Distretto di Palma             | Palma             |             |
| Distretto di Pemba-Metuge      | Pemba             |             |
| Distretto di Quissanga         | Quissanga         |             |

### Provincia di Gaza
| Distretto                  | Capoluogo     | Popolazione |
| -------------------------- | ------------- | ----------- |
| Distretto di Bilene Macia  | Macia         |             |
| Distretto di Chibuto       | Chibuto       |             |
| Distretto di Chicualacuala | Chicualacuala |             |
| Distretto di Chigubo       | Chigubo       |             |
| Distretto di Chókwè        | Chókwè        |             |
| Distretto di Guijá         | Caniçado      |             |
| Distretto di Mabalane      | Mabalane      |             |
| Distretto di Manjacaze     | Manjacaze     |             |
| Distretto di Massangena    | Massangena    |             |
| Distretto di Massingir     | Massingir     |             |
| Distretto di Xai-Xai       | Xai-Xai       |             |

### Provincia di Inhambane
| Distretto               | Capoluogo  | Popolazione |
| ----------------------- | ---------- | ----------- |
| Distretto di Funhalouro | Funhalouro |             |
| Distretto di Govuro     | Govuro     |             |
| Distretto di Homoine    | Homoine    |             |
| Distretto di Inharrime  | Inharrime  |             |
| Distretto di Inhassoro  | Inhassoro  |             |
| Distretto di Jangamo    | Jangamo    |             |
| Distretto di Mabote     | Mabote     |             |
| Distretto di Massinga   | Massinga   |             |
| Distretto di Morrumbene | Morrumbene |             |
| Distretto di Panda      | Panda      |             |
| Distretto di Vilanculos | Vilankulo  |             |
| Distretto di Zavala     | Zavala     |             |

### Provincia di Manica
| Distretto                | Capoluogo   | Popolazione |
| ------------------------ | ----------- | ----------- |
| Distretto di Báruè       | Catandica   |             |
| Distretto di Gondola     | Gondola     |             |
| Distretto di Guro        | Guro        |             |
| Distretto di Machaze     | Machaze     |             |
| Distretto di Macossa     | Macossa     |             |
| Distretto di Manica      | Manica      |             |
| Distretto di Mossurize   | Espungabera |             |
| Distretto di Sussundenga | Sussundenga |             |
| Distretto di Tambara     | Nhacolo     |             |

### Provincia di Maputo
| Distretto               | Capoluogo  | Popolazione |
| ----------------------- | ---------- | ----------- |
| Distretto di Boane      | Boane      |             |
| Distretto di Magude     | Magude     |             |
| Distretto di Manhiça    | Manhiça    |             |
| Distretto di Marracuene | Marracuene |             |
| Distretto di Matutuíne  | Bela Vista |             |
| Distretto di Moamba     | Moamba     |             |
| Distretto di Namaacha   | Namaacha   |             |

### Provincia di Nampula
| Distretto                   | Capoluogo      | Popolazione |
| --------------------------- | -------------- | ----------- |
| Distretto di Angoche        | Angoche        |             |
| Distretto di Eráti          | Eráti          |             |
| Distretto di Lalaua         | Lalaua         |             |
| Distretto di Malema         | Malema         |             |
| Distretto di Meconta        | Meconta        |             |
| Distretto di Mecubúri       | Mecubúri       |             |
| Distretto di Memba          | Memba          |             |
| Distretto di Mogincual      | Mogincual      |             |
| Distretto di Mogovolas      | Mogovolas      |             |
| Distretto di Moma           | Moma           |             |
| Distretto di Monapo         | Monapo         |             |
| Distretto di Mossuril       | Mossuril       |             |
| Distretto di Muecate        | Muecate        |             |
| Distretto di Murrupula      | Murrupula      |             |
| Distretto di Nacala-a-Velha | Nacala-a-Velha |             |
| Distretto di Nacarôa        | Nacarôa        |             |
| Distretto di Nampula        | Nampula        |             |
| Distretto di Ribáuè         | Ribáuè         |             |

### Provincia di Niassa
| Distretto               | Capoluogo  | Popolazione |
| ----------------------- | ---------- | ----------- |
| Distretto di Cuamba     | Cuamba     |             |
| Distretto di Lago       | Metangula  |             |
| Distretto di Lichinga   | Lichinga   |             |
| Distretto di Majune     | Majune     |             |
| Distretto di Mandimba   | Mandimba   |             |
| Distretto di Marrupa    | Marrupa    |             |
| Distretto di Maúa       | Maúa       |             |
| Distretto di Mavagoago  | Mavagoago  |             |
| Distretto di Mecanhelas | Mecanhelas |             |
| Distretto di Mecula     | Mecula     |             |
| Distretto di Metarica   | Metarica   |             |
| Distretto di Muembe     | Muembe     |             |
| Distretto di N'gauma    | N'gauma    |             |
| Distretto di Nipepe     | Nipepe     |             |
| Distretto di Sanga      | Sanga      |             |

### Provincia di Sofala
| Distretto               | Capoluogo  | Popolazione |
| ----------------------- | ---------- | ----------- |
| Distretto di Buzi       | Buzi       |             |
| Distretto di Caia       | Caia       |             |
| Distretto di Chemba     | Chemba     |             |
| Distretto di Cheringoma | Inhaminga  |             |
| Distretto di Chibabava  | Chibabava  |             |
| Distretto di Dondo      | Dondo      |             |
| Distretto di Gorongosa  | Gorongosa  |             |
| Distretto di Marromeu   | Marromeu   |             |
| Distretto di Machanga   | Machanga   |             |
| Distretto di Maringué   | Maringué   |             |
| Distretto di Muanza     | Muanza     |             |
| Distretto di Nhamatanda | Nhamatanda |             |

### Provincia di Tete
| Distretto                 | Capoluogo  | Popolazione |
| ------------------------- | ---------- | ----------- |
| Distretto di Angónia      | Ulongué    |             |
| Distretto di Cahora-Bassa | Chitima    |             |
| Distretto di Changara     | Luenha     |             |
| Distretto di Chifunde     | Chifunde   |             |
| Distretto di Chiuta       | Manje      |             |
| Distretto di Macanga      | Furancungo |             |
| Distretto di Magoé        | Mpheende   |             |
| Distretto di Marávia      | Fingoé     |             |
| Distretto di Moatize      | Moatize    |             |
| Distretto di Mutarara     | Mutarara   |             |
| Distretto di Tsangano     | Tsangano   |             |
| Distretto di Zumbo        | Zumbo      |             |

### Provincia di Zambezia
| Distretto                     | Capoluogo        | Popolazione |
| ----------------------------- | ---------------- | ----------- |
| Distretto di Alto Molócuè     | Alto Molócuè     |             |
| Distretto di Chinde           | Chinde           |             |
| Distretto di Gilé             | Gilé             |             |
| Distretto di Gurué            | Gurué            |             |
| Distretto di Ile              | Ile              |             |
| Distretto di Inhassunge       | Inhassunge       |             |
| Distretto di Lugela           | Lugela           |             |
| Distretto di Maganja da Costa | Maganja da Costa |             |
| Distretto di Milange          | Milange          |             |
| Distretto di Mocuba           | Mocuba           |             |
| Distretto di Mopeia           | Mopeia           |             |
| Distretto di Morrumbala       | Morrumbala       |             |
| Distretto di Namacurra        | Namacurra        |             |
| Distretto di Namarroi         | Namarroi         |             |
| Distretto di Nicoadala        | Nicoadala        |             |
| Distretto di Pebane           | Pebane           |             |